# 棱蝾螺
棱蝾螺（Turbo sarmaticus），蝾螺科蝾螺属的一个种。壳体呈圆锥形，长约64mm，宽约46mm。生活于热带珊瑚礁中，分布于中国西沙群岛、马鲁古群岛、非洲南部海域。